# فينيس جاي غاريت
فينيس جاي غاريت (بالإنجليزية: Finis J. Garrett) (و. 1875 – 1956 م) هو سياسي، وقاضي، ومحامي من الولايات المتحدة الأمريكية.
وهو عضو في الحزب الديمقراطي الأمريكي.
توفي في واشنطن العاصمة.

## روابط خارجية
- فينيس جاي غاريت على موقع إن إن دي بي (الإنجليزية)